# آل طلحة
آل طلحة هي أحد قرى قبيلة بني عمرو آل الشيخ، شمال محافظة النماص بجنوب السعودية.
تغطي هذه الجبال اشجار العرعر بكثافه مما جعلها صالحه للنزهه في فترات الصيف وكذلك اشجار الطلح وبعض الشجيرات الصغيرة المناخ السائد أمطارها صيفا بسبب هبوب الرياح الجنوبية الغربية والتي تسقط أمطارها بفضل الله عليها صيفا الحرارة يعتدل المناخ صيفا بارد شتاءً ويكثر الضباب عليها في فصل الشتاء.

## الطبيعة الجغرافية
تقع قرية ال طلحة شمال جبل المطلى حيث يحدها من الناحية الجنوبية ويحدها غربا شفا ال طلحه وشرقا جبل خوشب وال روضان وشمالا قرية ال عاسره وهي في منخفض ينحدر به عدة اودية منها رنما والذي يمر اسفل جبل المطلى جنوبا ويتجه شمالا ووادي تاعر الذي ينحدر من شعف ال طلحه غربا وصولا إلى نهاية جبل خوشب شرقا وبها عدة اودية صغيره تصب في القنوات المجمعة للمياه التي ذكرتها